# Diaulota hokkaidona
Diaulota hokkaidona (лат.) — вид коротконадкрылых жуков рода Diaulota из подсемейства Aleocharinae. Встречаются по тихоокеанскому побережью Восточной Азии и Северной Америки: Япония (Хоккайдо); Россия (Камчатка, Avach Bay, N 52°55′55.4″, E 158°41′17.6″); США (Аляска). Обитают в приливно-отливной литоральной зоне скалистых берегов.

## Описание
Жуки-стафилиниды мелкого размера, длина тела 2,3—3, мм. Основная окраска чёрная. От близких видов отличается следующими признаками: относительно более крупные размеры; мандибулы крупные, асимметричные, правая мандибула с хорошо развитым срединным зубом, вблизи срединного зуба имеются нечеткие зазубрины, левая мандибула без срединного зуба; переднеспинка и надкрылья с отчётливыми длинными нитевидными волосками; мандибулы более или менее заостренные; передний край лабрума усечённый; гипомерон с продольным килем, менее угловат сзади; ментум с более мелким передним окаймлением. Надкрылья длиннее ширины; задний край VIII стернита гладкий. Формула члеников лапок 4-4-5. Лабрум полукруглый; надкрылья короче переднеспинки; задние крылья отсутствуют.